# 499 f.Kr.
| 499 f.Kr.          |
| ------------------ |
| Dødsfald - Fødsler |

## Begivenheder
- De græske bystater på Lilleasiens vestkyst gør oprør mod det persiske herredømme.